# Лаутаро (Чили)
Лаутаро (исп. Lautaro) — город в Чили. Административный центр одноимённой коммуны. Население — 18 808 человек (2002). Город и коммуна входят в состав провинции Каутин и области Араукания.
Территория коммуны — 901,1 км². Численность населения — 34 662 жителя (2007). Плотность населения — 38,47 чел./км².

## Расположение
Город расположен в 25 км на северо-восток от административного центра области города Темуко.
Коммуна граничит:
- на севере — c коммунами Перкенко, Виктория
- на востоке — с коммуной Куракаутин
- на юге — c коммуной Вилькун
- на юго-западе — c коммуной Темуко
- на западе — c коммуной Гальварино

## Демография
Согласно сведениям, собранным в ходе переписи Национальным институтом статистики, население коммуны составляет 34 662 человека, из которых 17 254 мужчины и 17 408 женщин.
Население коммуны составляет 3,7 % от общей численности населения области Араукания. 34,9 % относится к сельскому населению и 65,1 % — городское население.

### Важнейшие населенные пункты коммуны
- Лаутаро (город) — 18 808 жителей
- Пильянлельбун (город) — 2263 жителя